# Huzun, Strășeni
Huzun este un sat din cadrul comunei Micleușeni din raionul Strășeni, Republica Moldova.